# Fenhe
Fenhe (kinesiska: 汾河) är en köping i sydvästra Kina. Den ligger i Fengjie härad i storstadsområdet Chongqing, omkring 330 kilometer nordost om det centrala stadsdistriktet Yuzhong. Antalet invånare är 32 059. Befolkningen består av 14 990 kvinnor och 17 069 män. Barn under 15 år utgör 21,0 %, vuxna 15-64 år 69 %, och äldre över 65 år 9,0 %.